# أندرو لوير
أندرو لوير (بالإنجليزية: Andrew Lauer)‏ هو ممثل أمريكي، ولد في 19 يونيو 1965 بسانتا مونيكا في الولايات المتحدة.

## أعمال

### أفلام
- (1988) نفر اون تيوزداي
- (2013) آيرون مان 3[4][5][6]

## وصلات خارجية
- أندرو لوير على موقع IMDb (الإنجليزية)
- أندرو لوير على موقع ألو سيني (الفرنسية)
- أندرو لوير على موقع أول موفي (الإنجليزية)
- أندرو لوير على موقع قاعدة بيانات الأفلام السويدية (السويدية)
- أندرو لوير على موقع قاعدة بيانات الفيلم (الإنجليزية)
- أندرو لوير على موقع كينوبويسك (الروسية)